# Musashino Academia Musicae
Musashino Academia Musicae (jap. 武蔵野音楽大学 Musashino Ongaku Daigaku) – japońska prywatna uczelnia muzyczna w Tokio.

## Historia
Uczelnia została założona w 1929 roku przez Chokuaki Fukui.

## Rektorzy
- Chokuaki Fukui
- Naohiro Fukui
- Naotoshi Fukui
- Naotaka Fukui[1]

## Absolwenci i wykładowcy
- Frank Bencriscutto – dyrygent,
- Kálmán Berkes – klarnet,
- Roger Bobo – tuba,
- Ronald Cavaye – fortepian,
- Valéria Szervánszky – fortepian,
- Toshiro Omi – piosenkarz,
- Jelena Wassiljewna Obrazcowa – mezzosopran,
- Takayoshi Yanagida – kompozytor,
- Outer Limits – zespół prog rockowy.